# اولسن خلافکار روی خط راه‌آهن
اولسن خلافکار روی خط راه‌آهن (دانمارکی: Olsen-banden på sporet) فیلمی در ژانر سرقت و کمدی است که در سال ۱۹۷۵ منتشر شد. از بازیگران آن می‌توان به اوله ارنست و پل رایشهارت اشاره کرد.